# Prosymnidae
Prosymnidae is een familie van slangen die behoort tot de superfamilie Elapoidea. 
De groep werd voor het eerst beschreven door Christopher M. R. Kelly, Nigel P. Barker, Martin H. Villet en Donald George Broadley in 2009. De groep is monotypisch en wordt slechts vertegenwoordigd door een enkel geslacht; Prosymna. De familie werd lange tijd beschouwd als een onderfamilie van de Lamprophiidae, maar dit wordt beschouwd als verouderd. 

## Verspreidingsgebied
De soorten komen voor in delen van Afrika en leven in de landen Zuid-Afrika, Swaziland, Mozambique, Angola, Congo-Kinshasa, Congo-Brazzaville, Soedan, Oeganda, Centraal-Afrikaanse Republiek, Tanzania, Somalië, Malawi, Rwanda, Burundi, Kenia, Kameroen, Zambia, Senegal, Gambia, Mali, Guinea, Burkina Faso, Togo, Nigeria, Niger, Tsjaad, Benin, Zimbabwe, Botswana, Namibië, Sierra Leone, Liberia, Ethiopië, Zululand en Lesotho.

## Taxonomie
Familie Prosymnidae
- Geslacht Prosymna